# Annaclone
Annaclone är en ort i Storbritannien.   Den ligger i riksdelen Nordirland, i den västra delen av landet, 500 km nordväst om huvudstaden London. Annaclone ligger 110 meter över havet och antalet invånare är 150.
Terrängen runt Annaclone är huvudsakligen platt, men österut är den kuperad. Runt Annaclone är det ganska tätbefolkat, med 139 invånare per kvadratkilometer. Närmaste större samhälle är Newry, 16,8 km sydväst om Annaclone. Trakten runt Annaclone består i huvudsak av gräsmarker.